# Acianthera exarticulata
Acianthera exarticulata é uma espécie de orquídea epífita, família Orchidaceae, que existe no Rio de Janeiro e estados dos sul do Brasil. São plantas de tamanho médio,  de crescimento subcespitoso, com caules muito mais longos que as folhas, de secção cilíndrica na base e triangularmente comprimidos  na porção superior, As folhas são mais ou menos ovais, com mais de uma inflorescência simultânea, as quais comportam diversas flores predominantemente amarelas com listas marrons nas sépalas, e labelo púrpura.

## Publicação e sinônimos
- Acianthera exarticulata (Barb.Rodr.) Pridgeon & M.W.Chase, Lindleyana 16: 243 (2001).

Sinônimos homotípicos:
- Pleurothallis exarticulata  Barb.Rodr., Gen. Spec. Orchid. 2: 27 (1881).